# Towarzystwo Lekarzy Polaków na Śląsku
Towarzystwo Lekarzy Polaków na Śląsku powstało w 1908 roku i poza podnoszeniem kwalifikacji zawodowych, oświatowych i naukowych  spełniało także rolę społeczno-polityczną, ponieważ było miejscem kształtowania postaw patriotycznych i integracji narodowej. Członkiem Towarzystwa był m.in. dr Andrzej Mielęcki.